# Пугачёво (Краснознаменский район)
Пугачёво (до 1938 — Ной-Скардупёнен (нем. Neu Skardupönen), до 1946 — Гренцвальд (нем. Grenzwald)) — посёлок в Краснознаменском городском округе Калининградской области. 

## География
Посёлок расположен на северо-востоке Калининградской области, на правобережье реки Шешупа (севернее места, где русло Шешупы поворачивает на запад, уходя на территорию России, и перестаёт быть границей между РФ и Литовской республикой). К востоку от посёлка проходит сухопутная граница между Россией и Литвой).

## Население
| 1867 | 1885 | 1910 | 1933 | 1939 | 2002 | 2010 |
| ---- | ---- | ---- | ---- | ---- | ---- | ---- |
| 262  | ↘256 | ↘224 | ↘216 | ↘215 | ↘36  | ↘31  |

## История
В 1938 году властями гитлеровской Германии название Ной Скардупёнен было изменено на германизированный вариант Гренцвальд в рамках кампании по упразднению в Восточной Пруссии топонимики прусско-литовского происхождения.
В 1946 году населённый пункт Гренцвальд был переименован в посёлок Пугачёво.
До 2015 года входил в состав Алексеевского сельского поселения. 